# جلبي مصطفى باشا
جلبي مصطفى باشا (بالتركية: Çelebi Mustafa Paşa)‏ كان الصدر الأعظم للدولة العثمانية في الفترة ما بين 3 يونيو 1807 حتى 29 يوليو 1808.